# Buchwald (Limbach)
Buchwald ist ein Ortsteil der Gemeinde  Limbach im Vogtlandkreis (Freistaat Sachsen). Er wurde am 1. April 1974 eingemeindet.

## Geografie

### Lage
Buchwald befindet sich im Osten des Gebiets der Gemeinde Limbach. Der Ort liegt im Osten des Naturraumes Vogtland im sächsischen Teil des historischen Vogtlands. Buchwald befindet sich auf der Westseite des mittleren Göltzschtals. Das Dorf besteht aus dem Hauptort an der einstigen Bundesstraße 173, der früher als „Oberbuchwald“ bezeichnet wurde und der südöstlich gelegenen Streusiedlung „Unterbuchwald“.

### Nachbarorte
|         |                                             | Mühlwand                  |
| Limbach | Kompassrose, die auf Nachbargemeinden zeigt | Schneidenbach, Weißensand |
|         | Pfaffengrün, Hartmannsgrün                  |                           |

## Geschichte

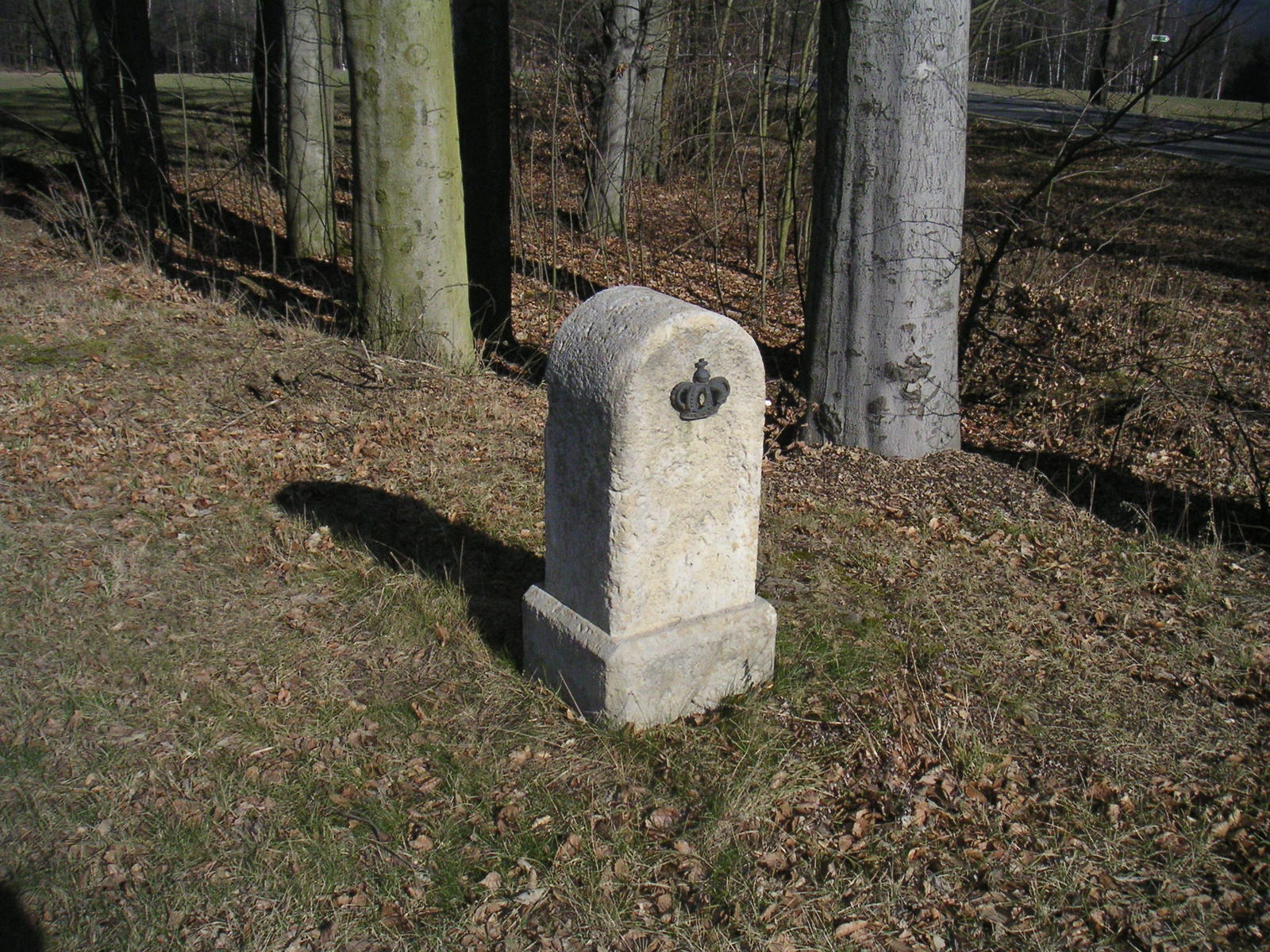
Postmeilenstein in Buchwald

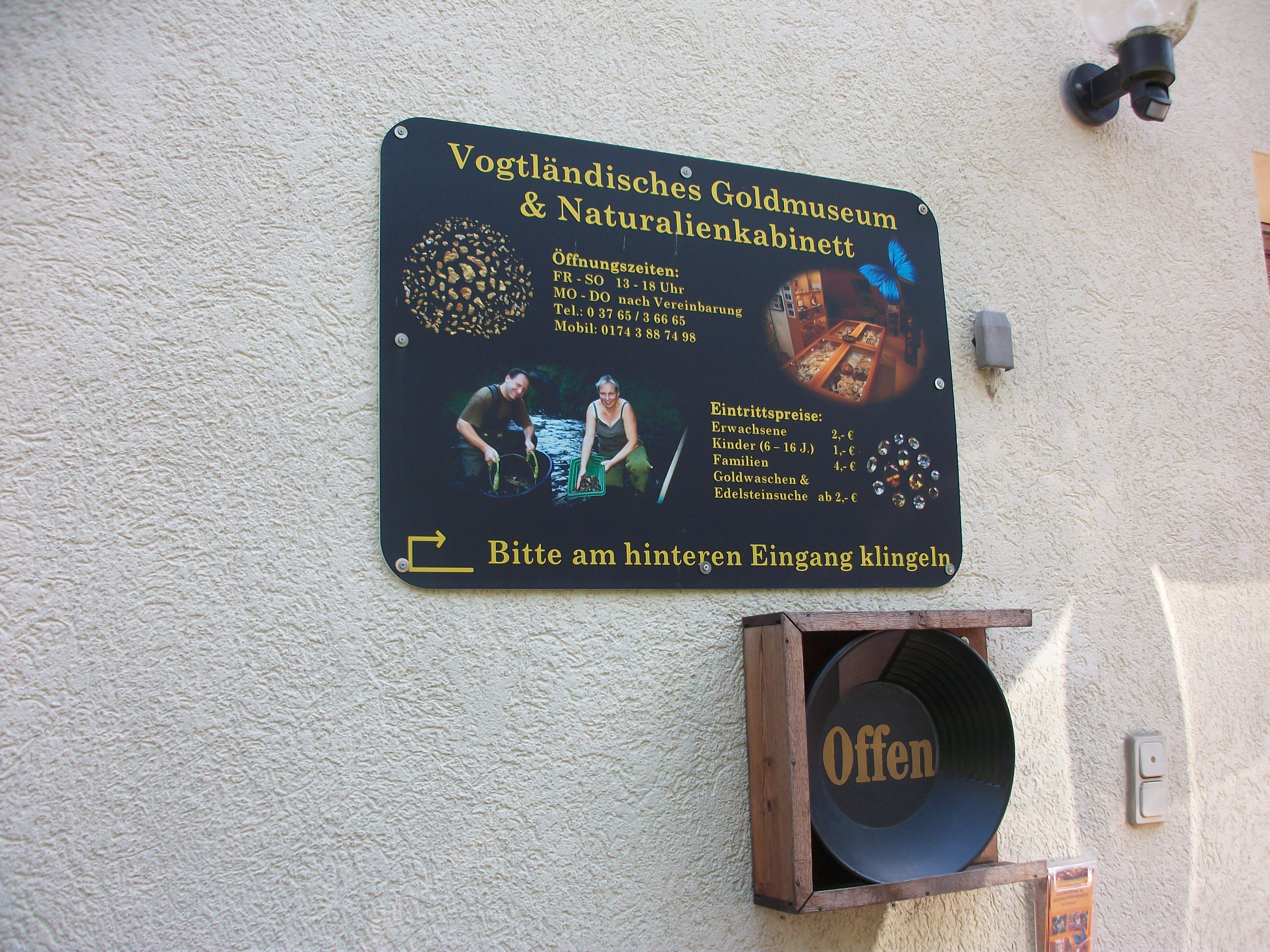
Vogtländisches Goldmuseum in Buchwald

Buchwald wurde im Jahr 1538 als „im Puchwalde“ erwähnt. Die Grundherrschaft über den Ort war zwischen den Rittergütern Netzschkau und Thürnhof geteilt. Das Vorwerk Buchwald wurde im Jahr 1583 erwähnt. Im Jahr 1875 wurde es unter dem Namen „Waldhaus“ genannt. Im 18. Jahrhundert wurden im Tal der Göltzsch bei Buchwald drei Goldwäschen betrieben.
Buchwald gehörte bis 1856 zum kursächsischen bzw. königlich-sächsischen Amt Plauen. 1856 wurde der Ort dem Gerichtsamt Treuen und 1875 der Amtshauptmannschaft Auerbach angegliedert. Um 1875 wurde zwischen Ober- und Unterbuchwald unterschieden.
Durch die erste Kreisreform in der DDR kam die Gemeinde Buchwald im Jahr 1950 zum Kreis Plauen, wurde jedoch durch die zweite Kreisreform in der DDR im Jahr 1952 dem Kreis Reichenbach im Bezirk Chemnitz (1953 in Bezirk Karl-Marx-Stadt umbenannt) angegliedert.
Am 1. April 1974 erfolgte die Eingemeindung von Buchwald nach Limbach. Als Ortsteil von Limbach gehörte Buchwald ab 1990 zum sächsischen  Landkreis Reichenbach und seit dem Jahr 1996 zum Vogtlandkreis.

### Einwohnerstatistik
| Jahr          | 1764      | 1834 | 1871 | 1890 | 1910 | 1925 | 1939 | 1946 | 1950 | 1964 |
| ------------- | --------- | ---- | ---- | ---- | ---- | ---- | ---- | ---- | ---- | ---- |
| Einwohnerzahl | 6 Häusler | 96   | 281  | 270  | 253  | 244  | 213  | 260  | 251  | 222  |

1910 war Buchwald unter den 69 Kommunen der Amtshauptmannschaft Auerbach auf Rang 61 der Einwohnerstatistik. 1925 lebten 228 Lutheraner, 3 Katholiken une 13 andersgläubige im Ort.

## Öffentlicher Nahverkehr
Buchwald ist über die zweistündliche TaktBus-Linie 83 des Verkehrsverbunds Vogtland mit Reichenbach, Limbach und Treuen verbunden. Diese Linie nimmt am Rendezvous-Knoten auf dem Postplatz in Reichenbach teil.

## Sehenswürdigkeiten
- Vogtländisches Goldmuseum und Naturalienkabinett[7]